# Braxen
Braxen (Abramis brama) är en art i familjen karpfiskar som placeras i det egna släktet Abramis. Den föredrar stilla sötvattenbiotoper, men förekommer även i bräckt vatten.

## Utseende

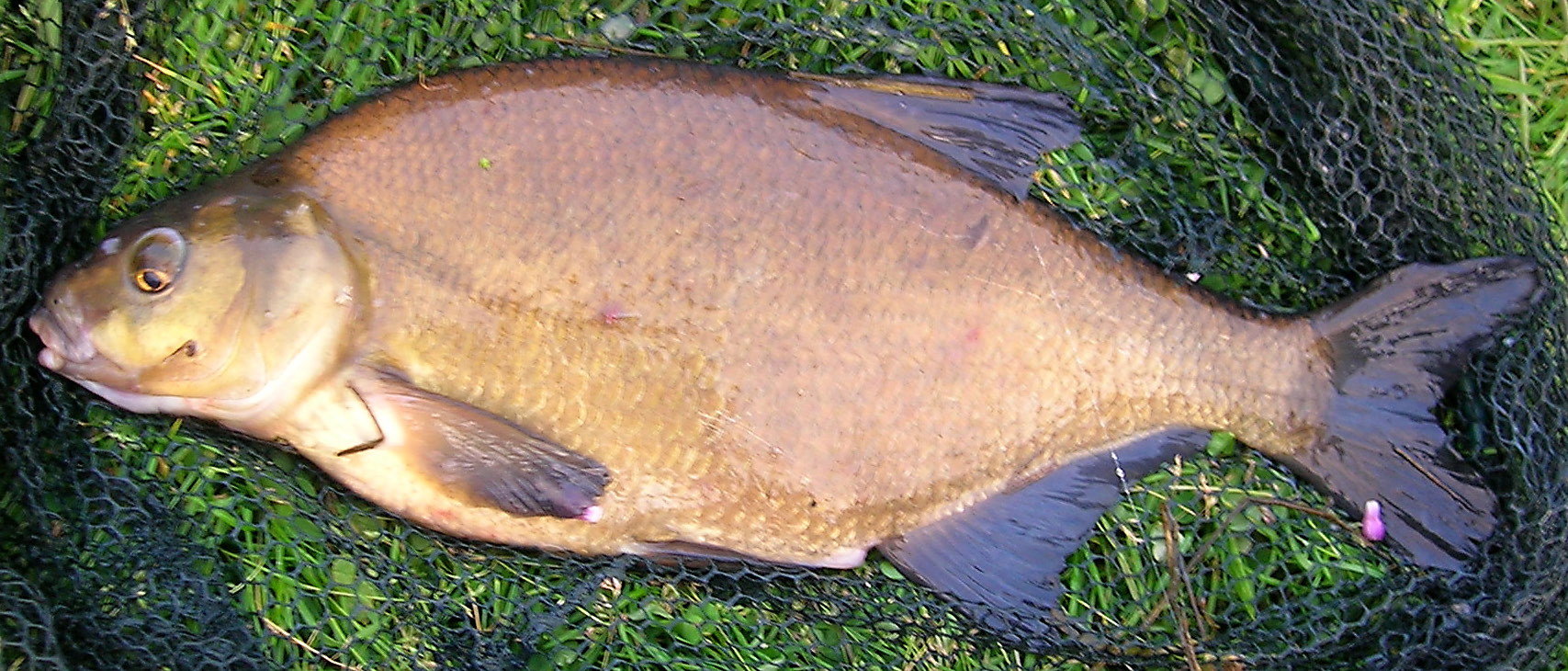
En äldre braxen.

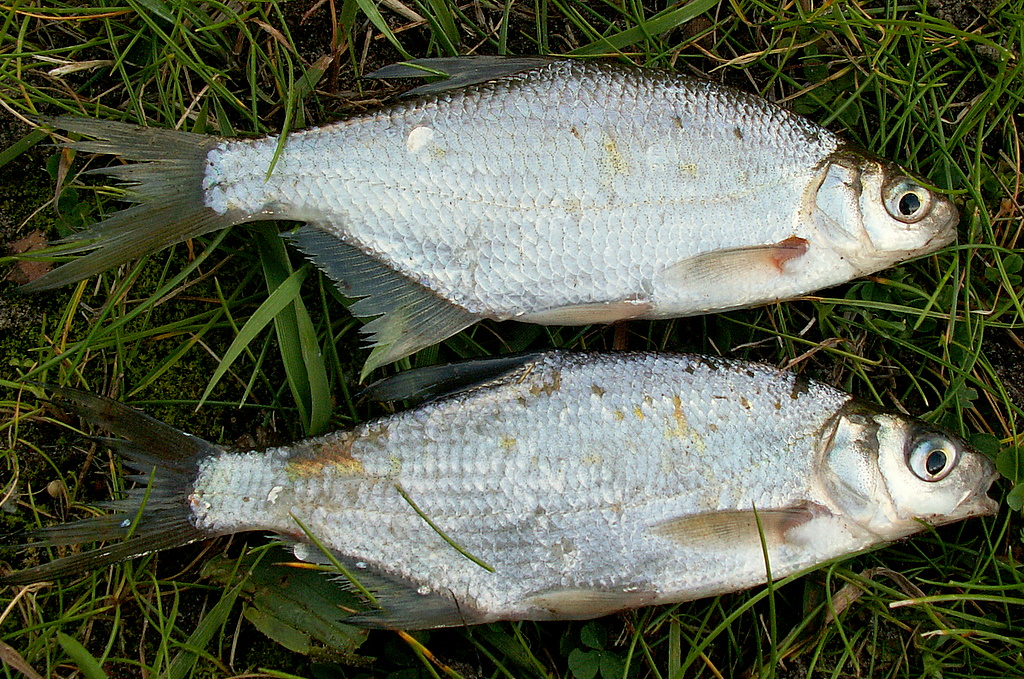
Snarlika arter, som lätt förväxlas
Upptill en björkna, nedtill en silverfärgad ("blå") braxen med begynnande övergång till äldre individers gyllenbruna färg. Lättast känna igen är noslängden framför ögat.

Braxen blir som mest upp till 80 cm lång och kan väga 11 kg, men då tillväxten är långsam är den oftast betydligt mindre. Fisken är silvergrå, men äldre individer får ofta en lätt bronston. Fenorna är mörka. Braxen är som ung mycket lik den närbesläktade björknan (se bild), men björknan har ett större öga som sitter närmare nosen än vad braxens gör. En tumregel är att avståndet mellan ögat och nosspetsen är större än ögats diameter hos braxen, men mindre hos björknan. För att med säkerhet kunna särskilja unga individer av braxen och björkna bör man dock titta på flera karaktärer. Braxen har 25-27 strålar på analfenan och 51-60 fjäll längs sidolinjen, medan motsvarande siffror hos björkna är 21-24 respektive 43-50. 

## Utbredning
Europeisk sydgräns går vid Alperna och södra Frankrike. I öster finns den fram till Aralsjön. I Norden finns den allmänt i Danmark, sydöstra Norge, upp till mellersta Sverige och längs hela Norrlandskusten samt i södra och mellersta Finland. Den går också ut i norra och östra Östersjöns 
brackvatten.
Braxen har likt många fiskarter med stora utbredningsområden delats upp i flera underarter eller morfologiska varianter ofta kopplade till de områden där de hittas. För braxen har man identifierat fyra olika varianter från de östra delarna av artens utbredningsområde och inga av dessa varianter har hittats i Sverige.
- A. b. bergi [7]
- A. b. danubii [8]
- A. b. orientalis [9]
- A. b. sinegorensis [10]

## Ekologi
Braxen är en stim- och bottenfisk som lever i sjöar och långsamt rinnande vattendrag. Unga fiskar är i huvudsak planktonätare, medan äldre främst lever på insektslarver och andra bottendjur, som de suger upp från botten med sin utskjutbara mun.

### Fortplantning
Braxen leker under vår och försommar på grunt vatten. Honan kan lägga upp till totalt 300 000 ägg vid flera tillfällen. Äggen, som är knappt 2 millimeter stora, kläcks efter 1 till 2 veckor. Fisken blir könsmogen vid 3–6 års ålder. Fiskar från småvuxna populationer kan dock vara betydligt äldre.

## Braxen och människan

### Sportfiske
Braxen fångas genom mete och är en populär sportfisk. Det svenska sportfiskerekordet ligger på 8,7 kg, fördelat på 80cm och fångades i Rögle dammar utanför Lund den 19 maj 2022. 

### I kulturen
Braxen är Södermanlands landskapsfisk.

### Namn
Trivialnamnet braxen kan härledas från det fornsvenska braxn, som härstammar från ett germanskt verb med betydelsen glimta, glänsa. Pluralformen är därför braxnar. Också i bestämd form singularis heter det braxen.
Det finns ett stort antal dialektala namn på arten som ibland endast avser fisk i specifika storlekar och ibland även avser andra snarlika karpfiskar (björkna, vimma med flera). Exempel på dylika namn är björk, bjälk, bjärk, blecka, blåpanka, brasm, brasme (artens namn på norska), braxenbläcka, flira, panka, svartspoling. 
Ibland förekommer singularformen "brax" och även böjningsformerna "en brax, den braxen, flera braxar." Dessa former är samstämmigt enligt erkända ordböcker (exempelvis Nationalencyklopedin) icke nämnda som normalspråk.